# Дымков, Юрий Максимович
Юрий Максимович Дымков (1926—2014) — советский и российский минералог, доктор геолого-минералогических наук, специалист в области генетической минералогии, парагенезисов и онтогенезиса минералов. Первооткрыватель минерала мгриит. Внёс вклад в теорию минералогии и в изучение геологии и минералогии месторождений урановых руд. Один из основоположников (с Д. П. Григорьевым и А. Г. Жабиным) нового перспективного  направления в минералогии — онтогения минералов.

## Биография
Родился 26 сентября 1926 года.
В 1943 году экстерном закончил среднюю школу и поступает в Иркутский горно-металлургический институт.  В 1944 году  переводится в МГРИ на геологоpaзведочный факультет.  С период с 1946 по 1949 годы, ещё студентом  самостоятельно проводил геологическое картирование и минералогические исследования Асу-Булакского месторождения пегматитов. После окончания МГРИ был направлен в Чехословакию на Яхимовские урановые рудники, где становится заведующим минералого-петрографическим кабинетом. В 1953 году после защиты отчета «О генезисе первичных урановых руд Яхимова» Ю. М. Дымков был приглашен на работу в  Всесоюзный научно-исследовательский институт химических технологий (ВНИИХТ). В 1954—1959 годах проводил минералогические исследования на урановых месторождениях в саксонских Рудных горах (ГДР) и Пршибрам (ЧССР). Результатом обобщения полученных данных стала первая монография «Урановая минерализация Рудных гор»(1960)
В дальнейшем  сосредоточился на изучении урановых месторождений  СССР — на Кавказе (Быкогорское, Даховское), в Казахстане (Балкашинское, Кызылсай) и в других регионах (Стрельцовское, Желтореченское, Рожна-Олшинское). По итогам эти исследований была написана книга «Природа урановой смоляной руды. Вопросы генетической минералогии»(1973).
В период с 1961 по 1992 годы  занимал должности от от старшего инженера до старшего научного сотрудника. В эти годы становится признанным лидером в области генетической минералогии, одним из создателей современной онтогении минералов. Сотрудничал с МГРИ(просвечивающая электронная микроскопия, рентгеноструктурный анализ, рентгеноспектральный микрозондовый анализ), ГЕОХИ РАН (изотопная геохронология), ИГЕМ РАН (атомно-силовая микроскопия, гидротермальные эксперименты), ВИМС (гидротермальные эксперименты).
В 1983 г. Ю. М. Дымковым совместно с сотрудниками ИГЕМ РАН был открыт и детально изучен новый минерал — мгриит. Несколько позже совместно с французскими учеными на объекте, известном как «природный ядерный реактор Окло» (Габон, Экваториальная Африка), была выявлена лантановая разновидность гояцита.

## Членство в организациях
- 1965 — Всесоюзное Минералогического Общества, затем РМО.
- Член Урановой рабочей группы Международной ассоциации по генезису рудных месторождений (IAGOD).